# Свети Георги Мандилски
„Свети Георги Мандилски“ (на гръцки: Μονή Αγίου Γεωργίου Μανδηλά) е бивш православен манастир на Метеора, Гърция. Днес от него са запазени руини и един малък скален храм.

## История
Манастирът се намира до една пещера, намираща се на огромна скала, наречена Свети Дух, на 30 метра височина, североизточно от селището Кастраки. При входа на пещерата висят множество разноцветни кърпи, които по стара традиция се поставят там от жителите на селото на Георгьовден и се посвещават на светеца. Основаването на манастира се отнася към XIV век, като вероятно това е един от четирите манастира, които основава Нил – прот на Дупянския скит през 1367 година. Днес е запазен само един малък храм, издълбан в скалата. Един стенопис, изобразяващ Свети Георги, се намира на външната стена.